# Love Street
A Love Street egy dal a The Doors együttes 1968-as Waiting for the Sun című albumáról, mely a Hello, I Love You kislemez B-oldalán is hallható.
A dal eltér a Doors szokásos pszichedelikus stílusától, beleértve az akusztikus hangzásokat és a hagyományos ballada hangulatot. A kritikusok szerint a dalnak erős barokk pop esztétikája van. A Love Street az énekes Jim Morrison személyes kapcsolatát dolgozza fel Pamela Coursonnal, aki az énekes élettársa volt.
A Love Street-et ritkán játszották koncerteken; egy előadást azonban megörökítettek, amely az együttes 1968-as stockholmi koncertjéről származik.

## Külső hivatkozások
- Ms. Mojo: He Lived on Love Street. waitingforthesun.net . (Hozzáférés: 2021. december 4.)